# Козел, Николай Васильевич
Никола́й Васи́льевич Ко́зел (8 августа 1930, Дягильно, Дзержинский район, Минская область, Белорусская ССР, СССР — 5 мая 2000, Волжск, Марий Эл, Россия) — советский и российский деятель промышленности. Директор Волжского древесного комбината Марийской АССР / Марий Эл (1967—1998). Кавалер ордена Октябрьской Революции (1986).

## Биография
Родился 8 августа 1930 года в деревне Дягильно ныне Дзержинского района Минской области Белоруссии в семье крестьян-середняков.
В 1955 году окончил Белорусский лесотехнический институт.

Направлен в г. Волжск: мастер, главный инженер, в 1967—1998 годах — генеральный директор ОАО «Волжский древкомбинат». 
«Технически грамотный, высококвалифицированный специалист, технологию древесины знал отлично, выдержанный человек» — Л. Яковлев
Награждён орденами Октябрьской Революции, Трудового Красного Знамени, «Знак Почёта», медалями и Почётной грамотой Президиума Верховного Совета Марийской АССР.
Скончался 5 мая 2000 года в г. Волжске Марий Эл.

## Трудовые награды
- Орден Октябрьской Революции (1986)[1]
- Орден Трудового Красного Знамени (1971)[1]
- Орден «Знак Почёта» (1966)[1]
- Медаль «За доблестный труд. В ознаменование 100-летия со дня рождения Владимира Ильича Ленина» (1970)[1]
- Почётная грамота Президиума Верховного Совета Марийской АССР (1980, 1990)[1]